# 奥村裕一
奥村 裕一（おくむら ひろかず、1948年 - ）は、日本の通商産業省官僚・行政学者。

## 略歴
- 1971年
  - 3月 - 東京大学教養学部教養学科卒業。
  - 4月 - 通商産業省入省。
- 1974年 - 経済企画庁経済協力一課[2]
- 1980年 - 通商政策局経済協力課
- 1986年 - 日本貿易振興会シドニーセンター産業調査員[2]
- 1989年 - 通商政策局南東アジア大洋州課長兼APEC推進室長
- 1995年 - 通商政策局総務課長
- 1996年7月 - 大臣官房審議官
- 1997年7月 - 資源エネルギー庁公益事業部長
- 1999年9月 - 大臣官房総務審議官
- 2000年7月 - 貿易局長・貿易経済協力局長
- 2001年7月 - 経済産業省退職、経済産業研究所コンサルティングフェロー
- 2002年4月 - 京都大学大学院法学研究科客員教授
- 2002年4月 - 2004年4月 アジア経済研究所理事
- 2005年2月より東京大学COEPS特任教授 行政におけるICTと制度の変容
- 2005年初夏、ハーバード大学ケネディスクールNational Center for Digital Government客員研究員
- 2006年4月より立命館アジア太平洋大学客員教授 電子政府と行政改革（英語）
- 2008年6月より同公共政策大学院特任教授 行政ICTマネジメント
- 2013年1月より東京財団理事（2014年6月まで）
- 2013年4月より同公共政策大学院客員教授 デジタル社会の行政 市民参加型オープンガバナンス社会とそのアーキテクチャ
  - 2019年3月末 同客員教授退官
- 2016年4月より同公共政策大学院主催の「チャレンジ！！オープンガバナンス」(COG) コンテスト事務局長
- 2018年11月 - 瑞宝中綬章を受章
- 2019年
  - 6月 - （一社）オープンガバナンスネットワーク代表理事 （COG事務局機能）

## 業績
- 1980年代後半～1990年代前半：APEC創設に関与
- 大臣官房審議官：中国・台湾WTO加盟交渉
- 資源エネルギー庁公益事業部長:電力ガスの自由化に尽力
- 貿易局長・貿易経済協力局長:中国農産物輸入問題の対応

## 著作
訳書
- ジェーン・E・ファウンティン『仮想国家の建設―米国に見る情報技術と行政制度の変容』（一藝社、2005年10月）ISBN 978-4901253642

共訳
- Stephen Goldsmith / ウィリアム・D・エッガース（著）・城山英明 / 高木聡一郎 / 奥村裕一（訳）『ネットワークによるガバナンス―公共セクターの新しいかたち』（学陽書房、2006年5月）ISBN 978-4313161108

共著
- 城山英明『科学技術のポリティクス（政治空間の変容と政策革新）』第6章「行政における業務改革とIT」（東京大学出版会、2008年7月）ISBN 978-4130342667

協力
- 宇野重規『自分で始めた人たち~社会を変える新しい民主主義』（大和書房、2022年2月）

論文
- オープンガバメント
- 「オバマのオープンガバメントの意味するもの」 「季刊　政策・経営研究」2010年10月
  - オバマが2009年に大統領就任早々取り組んだオープンガバメントの初期の米国連邦政府の活動について解説したもの
  - 米国政権内で初期のオープンガバメントをリードしていたのは、Beth Simone Noveckでした。
- 「オープン（ガバメント）データ」 ジュリスト 2014年3月号 (No.1464)
  - オープンデータについて、法的技術的要件を論じたもの
- オープンガバナンス
- 奥村裕一、米山知宏「「オープンガバメントからオープンガバナンスへ：欧米の動向を踏まえて」『日本情報経営学会誌』 34巻 4号 2014年 pp.104-115, doi:10.20627/jsim.34.4_104, NAID 110009832620。
  - オープンガバナンスの概念を始めて論じたもの 以下は上記の論文から引用
  - 市民が公共圏の“真の主体”となること．その時，オープンガバメントは「政府が主体のオープンガバメント」から脱却して，「市民が主体のオープンガバメント」＝「オープンガバナンス」となるであろう．
- PX（Public service transformation）のすすめ（オンラインベータ版）
  - DXから一歩進んで公共サービストランスフォーメーション（PX）をめざす教材集β版
  - 全体企画と第一章 政策立案過程のパラダイムシフト執筆

インタビュー
- オープンガバナンス
  - オープンガバナンスとは？～“市民と行政が共に創る”ことの重要性
  - オープンガバナンスを見据えたデジタル社会の実現（NIRAナビ｜「研究を読み解く）

電力市場改革
- 奥村裕一 「自由で公平な電力の競争市場と発送電分離 (特集 動き始める電力自由化)」 『都市問題』104巻 7号 pp.64-79, 2013年7月

評論
- 朝日新聞グローブMedia Watch：オバマ政権の「オープンガバメント」 2009年11月23日
- 毎日新聞　エコノミスト　オバマが推進するオープンガバメント　2010年2月23日
- 0日本経済新聞「経済教室」電力市場制度改革の視点（下） 地域独占の見直しが急務2011年12月21日
- 日経グローカル「官民協働の公共改革～オープンガバナンス」2018年4月より月一回執筆
- オープンガバナンスの時代へ（NIRA　わたしの構想　No.28　2017.03.10）
- デザイン思考で人間中心の政策を（NIRA　わたしの構想　No.46　2020.02.20）
- 奥村裕一　実践デモクラシーのすすめ（NIRA　日本と世界の課題2023）
- 奥村裕一　地域アゴラを推進する（NIRA　日本と世界の課題2024）

オープンガバナンスプロジェクト
- COG2023 最終公開審査 2024年3月17日 ハイブリッドイベント（コロナ前に完全復帰＋オンライン）
- COG2022 最終公開審査 2023年3月5日 ハイブリッドイベント（コロナ前に一部復帰＋オンライン）
- COG2021 最終公開審査 2022年3月6日 オンラインイベント
- COG2020 最終公開審査 2021年2月28日 オンラインイベント
- COG2019 最終公開審査 2020年3月8日 新型コロナの影響で最終公開審査を中止しオンラインイベントに切り替え
- COG2018 最終公開審査 2019年3月10日
- COG2017 最終公開審査 2018年3月4日
- COG2016 最終公開審査 2017年3月12日